# Laissac
Laissac era una comuna francesa situada en el departamento de Aveyron, de la región de Occitania, que el 1 de enero de 2016 pasó a ser una comuna delegada de la comuna nueva de Laissac-Sévérac-l'Église al fusionarse con la comuna de Sévérac-l'Église.

## Demografía
| Gráfica de evolución demográfica de Laissac entre 1800 y 2013 |
|                                                               |

Los datos demográficos contemplados en este gráfico de la comuna de Laissac se han cogido de 1800 a 1999 de la página francesa EHESS/Cassini, y los demás datos de la página del INSEE.